# 中谷りえ
中谷 りえ（なかたに りえ、1981年10月7日 - ）は、近畿地方を拠点に活動していた日本のタレント。活動当時はoffice t-eyeに所属していた。
大阪府枚方市出身。神戸山手女子大学（現・神戸山手大学）人文学部環境文化学科卒業。

## 出演

### テレビ番組
- 歴史街道（朝日放送）
- 週刊タイガースかわら版（Baycom） - アシスタント（隔週出演、2009年まで）
- お目覚め情報730（J:COM 大阪セントラル）
- 情報スロット999（J:COM 大阪セントラル）

### ラジオ番組
- てくてく枚方散歩道（エフエムひらかた）
- ひらかたMaterial（エフエムひらかた）